# 白浜彩朝楽
大江戸温泉物語　premium 白浜彩朝楽（おおえどおんせんものがたり　ぷれみあむ しらはまさいちょうらく）は、和歌山県西牟婁郡白浜町にある大江戸温泉物語グループのホテル。

## 概要
湯快リゾートが「ホテル古賀の井」を買収。買収後は改装のため一時休業し、12月20日に「白浜彩朝楽」としてオープンした。湯快リゾート初のプレミアムタイプのホテルである。当初は「地産地消」をテーマに掲げて地元産の熊野牛を使用したローストビーフが提供された。
新大阪駅・京都駅から直行往復バスが出ている。
2024年11月1日、大江戸温泉物語ブランドに変更となり、施設名も「大江戸温泉物語 プレミアム白浜彩朝楽」となった。それに伴い、プレミアムラウンジが設置された。

## アクセス
- JR白浜駅より車で約10分。